# Ronnie Rivers
Ronnie Rivers (Castro Valley, 31 gennaio 1999) è un giocatore di football americano statunitense che milita nel ruolo di running back per i Los Angeles Rams della National Football League (NFL).

## Arizona Cardinals
Dopo non essere stato scelto nel Draft, Rivers firmò con gli Arizona Cardinals il 2 maggio 2022. Fu svincolato il 14 agosto 2022.

## Seattle Seahawks
Il 24 agosto 2022 Rivers firmò con i Seattle Seahawks. Fu svincolato il 28 agosto.

## Los Angeles Rams
Il 15 settembre 2022 Rivers firmò con la squadra di allenamento dei Los Angeles Rams. Fu promosso nel roster attivo il 26 novembre 2022. In quella stagione dispute 9 partite, correndo 9 volte per 21 yard e ricevendo 5 passaggi per 29 yard.
Rivers iniziò la stagione 2023 come terzo running back nelle gerarchie della squadra. Nel sesto turno si infortunò a un ginocchio, venendo inserito in lista infortunati il 18 ottobre 2023. Fu riattivato il 21 dicembre e concluse l’annata con 32 corse per 129 yard e 5 ricezioni per 22 yard.